# Société Générale de Transport Maritimes

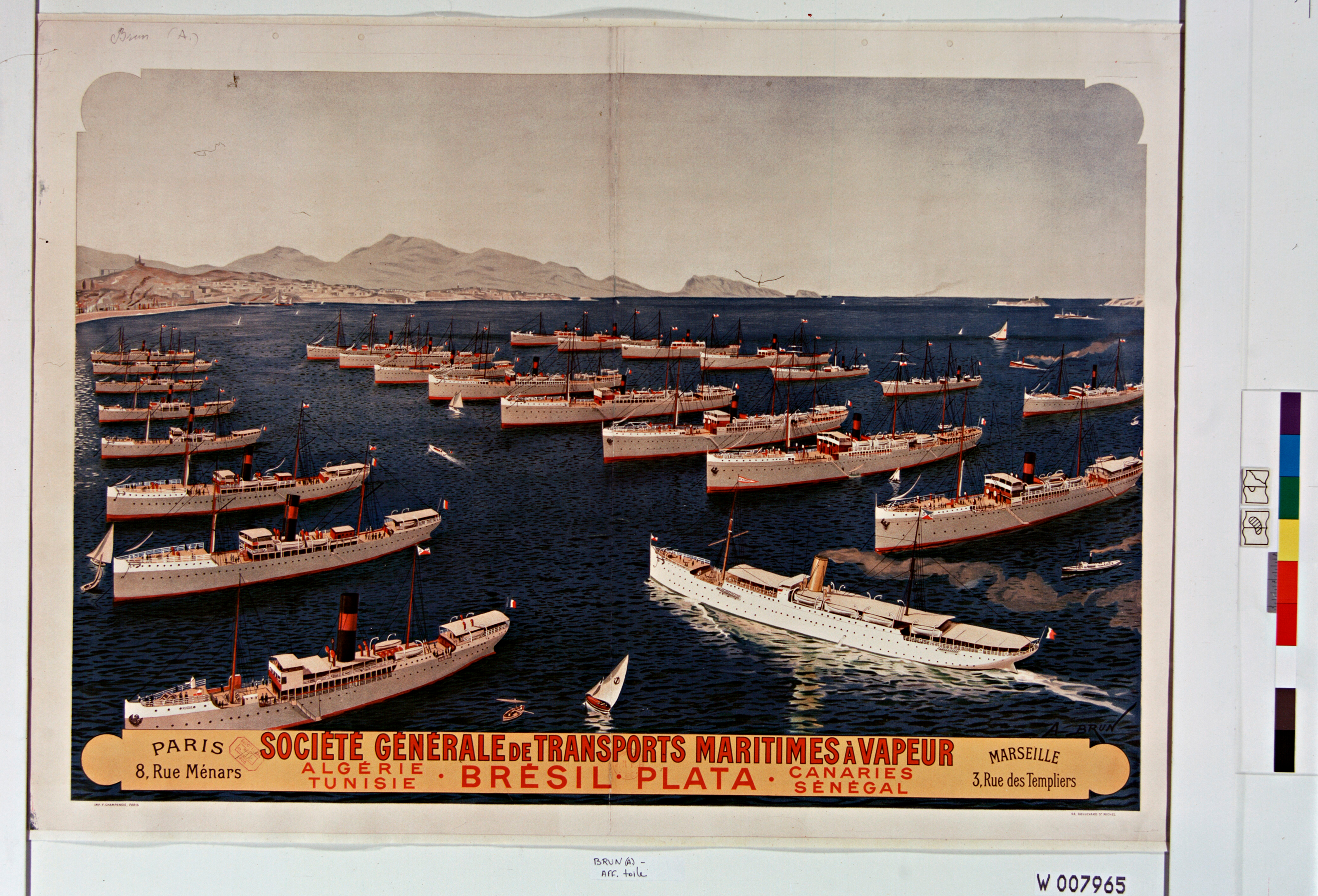
Werbeplakat von Alexandre Brun (1905).

Die Société Générale des Transports Maritimes (S.G.T.M.) wurde im Jahr 1865 gegründet, anfangs um Eisenerz aus Bone nach Marseille und Sète zu transportieren. Im Jahr 1865 eröffnete sie auch Verbindungen zwischen Marseille, Algier und Oran.
Der Personenverkehr nach Südamerika begann im Jahre 1867. Im Jahr 1907 wurde eine Tochtergesellschaft Compagnie de Navigation France-Amerique eingerichtet. Eine monatliche Linienfahrt zu den Karibischen Inseln gab es ab dem Jahr 1915. Kurz darauf wurde diese zu Häfen im Golf von Mexiko und nach New Orleans verlängert.
Das Unternehmen erlitt erhebliche Verluste im Ersten Weltkrieg, aber konnte seine Flotte wieder aufbauen.
Im Jahr 1960 wurde die Gesellschaftsmehrheit der SGTM von Fraissinet übernommen. Im darauffolgenden Jahr musste die Reederei den Südamerikadienst aufgrund der dortigen wirtschaftlich schlechten Verhältnisse aufgeben, obwohl dort vorher noch die beiden Passagierschiffe Provence und Bretagne in Dienst gestellt worden waren. Überdies rief der Algerienkrieg ab 1962 den Wegfall von Algerien und der damit verbundenen Mittelmeerverkehre aus dem Fahrtgebiet der SGTM hervor.
Nachdem Fraissinet sich mit der Reederei Chargeurs Réunis aus Le Havre zusammengeschlossen hatte, vereinigte diese 1964 die SGTM mit der ebenfalls übernommenen Reederei Fabre zur C Fabre - Transports Maritimes à Vapeur unter der Obhut der Fraissinet-Chargeurs. Aufgrund der steigenden Beliebtheit von Flugreisen wurde im selben Jahr der Passagierbetrieb eingestellt.
Die Frachtschifffahrt wurde noch bis 1974 fortgeführt, dann veräußerte man die Mont-Aigoual, das letzte Schiff unter der Kontorflagge der SGTM und stellte den Reedereibetrieb ein.